# HABE
HABE (Siglas de: Helduen Alfabetatze eta Berreuskalduntzerako Erakundea, traducido al castellano: Organización para la Alfabetización y la Reeuskaldunización de Adultos), es una entidad financiada por el Gobierno Vasco que trabaja en la enseñanza de la lengua vasca a adultos. De hecho, el País Vasco realiza esta educación a través de una red de euskaltegis (academias de euskera).
Fue creada en 1983 y en 25 años se han abierto 107 euskaltegis, con 1.500 profesores y más de 350.000 alumnos en toda la red. Además fuera de la CAV unas 3.000 o 4.000 personas estudian euskera al año.
Tiene sedes en las tres capitales vascas: en Vitoria (C/Samaniego N.º 2), en Bilbao (Gran Vía Nº85) y la sede principal, en San Sebastián (C/Vitoria N.º 3).